# Verwaltungsgebäude und Montagehallen der General Motors

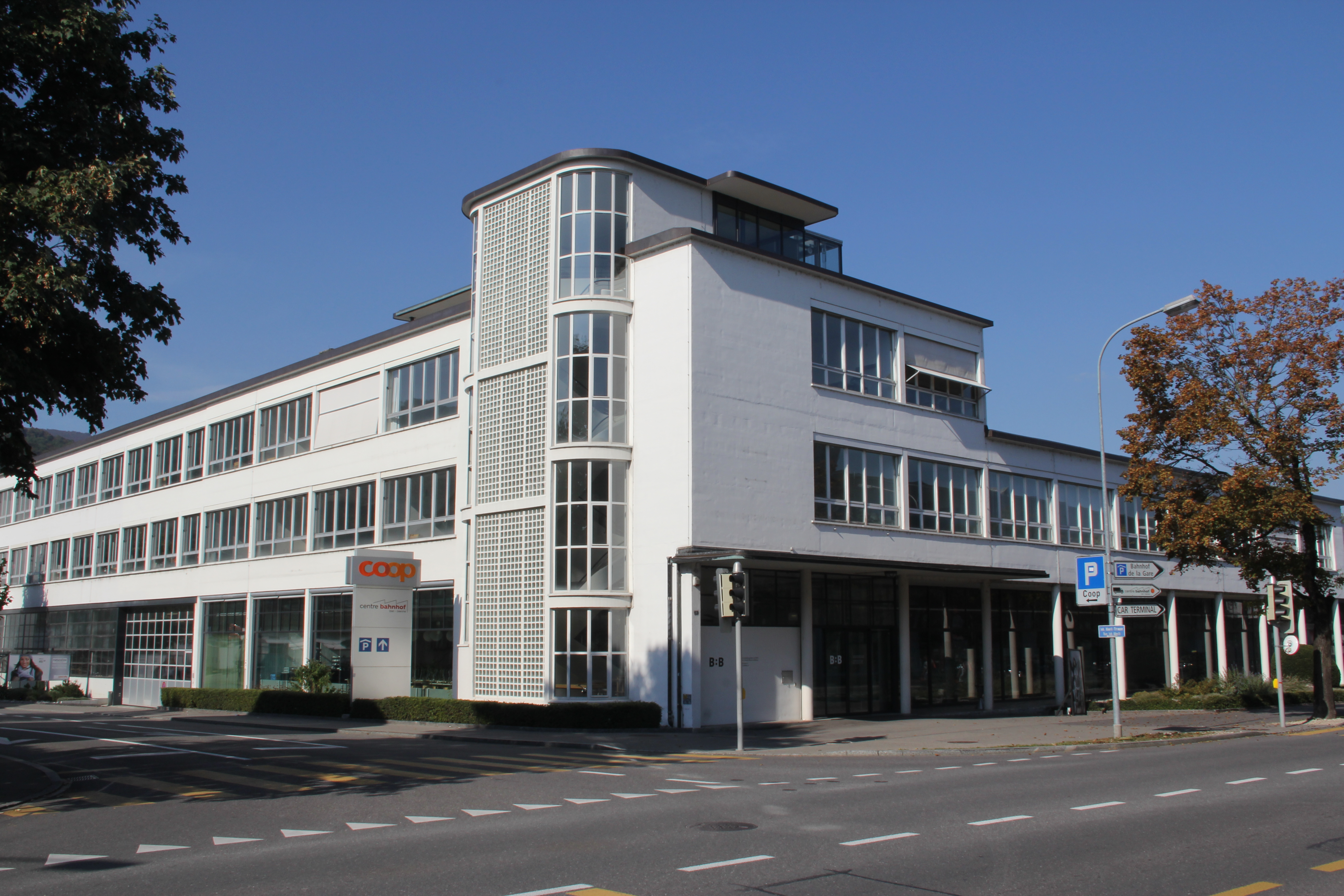
Verwaltungsgebäude, Ansicht von Südwesten (2022)

Die ehemaligen Verwaltungsgebäude und Montagehallen der General Motors in Biel (französisch Bienne) im Kanton Bern wurden 1935 für General Motors Suisse errichtet und später erweitert. Die «gestalterisch vorbildlichen» Anlagen und die stützenfreien Montagehallen im Stil der Moderne gelten als «Pionierleistung des modernen Fabrikbaus in der Schweiz» und stehen als Kulturgut von nationaler Bedeutung unter Denkmalschutz.

## Lage
Die Bauwerke befinden sich im Quartier Neustadt Süd (Nouvelle ville sud) südlich der Schüss. Sie liegen an der Salzhausstrasse (Nummern 18 und 21–33) zwischen dem Bieler Bahnhof und der Johann-Aberli-Strasse.

## Geschichte
Die europäische General Motors (GM) suchte in den 1930er Jahren einen Standort für ein Montagewerk in der Schweiz. Guido Müller, der Bieler Stadtpräsident, bot eine schlüsselfertige Fabrik und Steuerbefreiung für fünf Jahre an. Am 2. Mai 1935 wurde die General Motors Suisse SA Biel als Tochter der General Motors Corporation (GMC) in Detroit gegründet. Die Stimmbürger der Stadt nahmen die Kreditvorlage am 19. Mai 1935 mit 5088 zu 151 Stimmen an. Biel hatte damals nahezu 5000 Arbeitslose, schuf das Werk zur Arbeitsbeschaffung und erhielt 300 Arbeitsplätze durch GM.
Am 5. Februar 1936 verliess der erste Buick Special mit Achtzylindermotor das Montageband. Bis zum Beginn des Zweiten Weltkriegs montierten die Arbeiter jährlich etwa 2000 Fahrzeuge der Marken Buick, Chevrolet, Oldsmobile, LaSalle, Vauxhall und Opel.
Nach der Produktion von Kriegsmaterial wurde bis 1950 die Jahresproduktion auf 6500 Fahrzeuge gesteigert. Das Unternehmen erwarb 1947 die Fabrik sowie weiteres Terrain und erweiterte die Anlagen von 1955 bis 1957 von 14'000 auf 52'000 Quadratmeter. Die Montage wurde von 14'200 im Jahr 1960 auf über 30'000 in den folgenden Jahren gesteigert. Zu den PKW-Marken Buick, Cadillac, Chevrolet, Oldsmobile, Pontiac, Opel und Vauxhall kamen die Eigenmarke Ranger und die Camions Bedford sowie Chevrolet hinzu. Beliefert wurden auch Österreich, Italien und Jugoslawien.
Rückläufiger Absatz nach der Ölpreiskrise und das Assoziationsabkommen von 1972 mit der Europäischen Wirtschaftsgemeinschaft (EWG, heute EU) entzogen der Automontage in Biel die wirtschaftliche Grundlage. Im Mai 1975 erhielt der Stadtpräsident die Mitteilung von der Einstellung der Produktion im August des Jahres. Insgesamt wurden 329'864 Fahrzeuge in Biel montiert. Für die leerstehenden Hallen konnte kein gleichwertiger Fabrikationsbetrieb gefunden werden, 450 Arbeitsplätze gingen verloren.

## Beschreibung
Salzhausstrasse 21/31: Errichtet 1935, Architekt war der Zürcher Rudolf Steiger. Zwei stützenfreie Hallen sind als Stahlkonstruktionen unter Sheddächern ausgeführt. Die «grosszügigen, sehr schön rhythmisierten Glasfronten» mit feinen Sprossen erlaubten von der Strasse einen Einblick in den Montageablauf. An der Salzhausstrasse ist teilweise ein Laubengang angelegt. Der zwei- bis dreigeschossige Bürotrakt hat einen «eleganten» Treppenturm und im vierten Attikageschoss ein «eigenwillig geformtes, auf Stützen schwebendes» Sonnendach. Eine grosse Eingangshalle führt zum «lichtdurchfluteten» Treppenhaus.
Die «architektonisch und wirtschaftshistorisch bedeutende Anlage» ist in das Schweizerische Inventar der Kulturgüter von nationaler Bedeutung (Kategorie A) eingetragen.
Johann-Aberli-Strasse 15/Robert-Walser-Platz 2: Das Gebäude wurde 1948 als Warenlager erbaut, Architekten waren die Bieler Gebrüder Bernasconi. Der langgezogene Baukörper liegt unter einem weit vorkragendem Flachdach. «Grosszügige» Fensterbänder betonen die Horizontale. Die feingliedrigen Fenstersprossen sind weitgehend original erhalten. Die Massivbauteile sind zeittypisch durch Welleternit verkleidet. Der Haupteingang zeigt ein «elegant ausschwingendes» Vordach. Der Industriebau wirkt trotz seiner Grösse «leicht» und hat eine «prominente Lage» am neuen Robert-Walser-Platz. Das Bauwerk wurde 2003 rechtswirksam als «schützenswert» eingestuft. Kulturgüter-Objekte der «Kategorie C» wurden (Stand: 18. Januar 2024) noch nicht veröffentlicht.
Salzhausstrasse 18: Architekten waren wiederum die Bernasconis. Das Wagen- und Ersatzteillager wurde 1955 errichtet, die Büroeinbauten im Kopfbau 1962 und 1964. Das Lager ist eine langgestreckte Halle von «imponierendem Ausmass» mit Flachdach. Auch hier gewährt das verglaste Erdgeschoss Einblick ins Innere. Das Obergeschoss wurde mit Betonplatten verkleidet, sein Fensterband ist neueren Datums. Der Bürobau hat ein vorkragendes Flachdach. Die Fassaden sind von Betonpfeilern gerahmt und durch «grosszügige» Fensterbänder horizontal unterteilt. Die vorgehängten Platten mit gewellter Oberfläche sind «wichtig für das Erscheinungsbild». Der Bau gilt als eine «interessante Erweiterung» der Werksanlagen. Das Gebäude wurde 1999 saniert und 2003 rechtswirksam als «erhaltenswert» eingestuft.

## Nutzung
Die ehemaligen Montagehallen werden durch ein Coop-Einkaufszentrum mit Baumarkt, Gastronomie und Parkhaus genutzt. Zu den Nutzern des Bürogebäudes von 1935 gehört seit 2010 die Schule für Gestaltung Bern und Biel (SfG BB).

## Belege
1. 1 2  Robert-Walser-Platz 2 im Bauinventar des Kantons, abgerufen am 18. Januar 2024.
2. 1 2 3  Salzhausstrasse 21 im Bauinventar des Kantons, abgerufen am 18. Januar 2024.
3. 1 2 3  Christoph Zürcher: General Motors (GM). In: Historisches Lexikon der Schweiz.  15. August 2016.
4. 1 2 3  General Motors SA. In: Werner und Marcus Bourquin: Biel. Stadtgeschichtliches Lexikon. Biel 1999, S. 159.
5. ↑  KGS-Nr.: 00764
6. ↑  Johann-Aberli-Strasse 15 im Bauinventar des Kantons, abgerufen am 3. Juli 2022.
7. ↑  Salzhausstrasse 18 im Bauinventar des Kantons, abgerufen am 18. Januar 2024.

Koordinaten: 47° 7′ 48,7″ N, 7° 14′ 36,5″ O; CH1903: 585194 / 219930